# Meltdown (libro de Woods)
Meltdown es un libro acerca de la crisis financiera mundial de 2008 escrito por el autor Thomas Woods, con un prólogo escrito por el político Ron Paul. El libro fue publicado el 9 de febrero de 2009 por Regnery Publishing.

## Resumen
Woods es un seguidor de la Escuela Austriaca de economía y cree en permitir que el mercado compita libremente en divisas, las cuales él cree que llevarían a una moneda principalmente basada en oro. El libro está dedicado a Murray Rothbard y Ron Paul. El libro debutó en el puesto #16 en la lista de Best Sellers del New York Times, y avanzó al puesto #11 en su segunda semana. De acuerdo al autor del sitio web oficial, Meltdown estuvo en dicha lista durante 10 semanas.
La tesis de Woods sostiene que: la deflación de precios no causó ni prolongó depresiones; la deflación podría ser necesaria para prevenir depresiones o para acabar con las mismas; la Reserva Federal es la principal causa de los ciclos económicos mediante su control arbitrario y coercitivo de la oferta de dinero; y tratar de curar estos ciclos de crédito con más intervención del gobierno no funcionará.
Woods argumenta que tanto la intervención del gobierno en la forma de subsidios a la vivienda como la excesiva expansión monetaria causaron la crisis actual. Al crear esta ilusión de riqueza (que ciertos recursos que parecen existir, en realidad no existen), las intervenciones invitan a inversiones despilfarradoras y consumo insostenible, en vez de inversiones productivas. Las curas propuestas (rescates financieros, más creación de dinero, y gastos de estímulo) sólo empeorará las cosas. Ningún negocio es realmente muy grande para quebrar, asegura Woods, incluso las grandes instituciones financieras. Para ellas, así como para otros negocios, la liquidación es preferible que el rescate desde una perspectiva de economía mayor.
Según Woods, las depresiones del siglo XIX fueron causadas por bancos (varios bancos estatales y el Segundo Banco de los Estados Unidos) emitiendo billetes, supuestamente convertibles a oro, en cantidades que excedían en gran medida sus reservas de oro.